# مغرالمير
مغرالمير قرية سورية تتبع ناحية بيت جن في منطقة قطنا في محافظة ريف دمشق. بلغ عدد سكانها 588 نسمة في عام 2004 حسب إحصاء المكتب المركزي للإحصاء.